# Armenski samostani v Iranu
Armenski samostani Irana, ki stojijo v provincah Zahodni Azerbajdžan in Vzhodni Azerbajdžan v Iranu, so skupek treh armenskih cerkva, ki so bile ustanovljene v obdobju med 7. in 14. stoletjem našega štetja. Stavbe – samostan sv. Tadeja, samostan sv. Štefana in Dzordzorska kapela so bili deležni številnih prenov. Ta območja so bila na 32. zasedanju Odbora za svetovno dediščino 8. julija 2008 vpisana kot kulturna dediščina na Unescov seznam svetovne dediščine. Tri cerkve ležijo na skupni površini 129 hektarjev in so bile vpisane pod Unescova merila (ii), (iii) in (vi) zaradi njihove izjemne vrednosti pri prikazovanju armenskih arhitekturnih in dekorativnih tradicij, saj so bile glavno središče za širjenje armenske kulture v regiji in kot kraj romanja apostola sv. Tadeja, ključne osebnosti v armenski verski tradiciji. Predstavljajo zadnje ostanke stare armenske kulture na njenem jugovzhodnem obrobju. Komplet je dobro ohranjen.

## Lokacija
Armenski samostani Irana stojijo v provincah Zahodni Azerbajdžan in Vzhodni Azerbajdžan v Iranu. To so tri armenske cerkve, ki so bile ustanovljene v obdobju med 7. in 14. stoletjem. Tri cerkve ležijo na skupni površini 129 hektarjev.  Samostan sv. Tadeja, znan tudi kot Kara Kelisa ali Črna cerkev v provinci Zahodni Azerbajdžan, je približno 18 kilometrov od Makuja. Samostan svetega Štefana je 17 kilometrov  zahodno od mesta Jolfa v provinci Vzhodni Azarbajdžan v severozahodnem Iranu.

## Zgodovina
Armensko ljudstvo izvira iz Armenskega višavja, ki je tudi del severozahodnega Irana - znanega kot Iranski Azerbajdžan. Armenija se je spreobrnila v krščanstvo v zgodnjem 4. stoletju našega štetja. Del regije je del zgodovinske Armenije.  Nekatere najstarejše armenske kapele, samostani in cerkve na svetu so v tej regiji Irana [9], regija Iranski Azerbajdžan pa je na splošno dom najstarejših cerkva v Iranu.
Po nepreverjenih poročilih se domneva, da je bil sveti Tadej pokopan na mestu samostana sv. Tadeja v 1. stoletju našega štetja in da je bil sveti Gregor odgovoren za ustanovitev samostana tukaj v 4. stoletju. Vendar pa obstajajo zabeleženi dokazi, da je samostan sv. Tadeja iz 7. stoletja. To je bila druga armenska cerkev, ki je bila zgrajena po Ečmiadzinski stolnici in je bila sedež škofije v 10. stoletju. Uničen je bil v potresu leta 1319 in je bil ponovno zgrajen zaradi prizadevanj škofa Zaharije v 1320-ih.
V času vladavine Safavidov v 15. stoletju so se samostani ohranili. Samostani so bili nato v 16. in 17. stoletju po obdobju napadov Osmanov zapuščeni, zaradi česar so se mnogi Armenci izselili v osrednji Iran. Ko so Safavidi ponovno naselili to območje, so bili samostani ponovno zasedeni in obnovljeni. Vendar je v 18. stoletju območje postalo kotel spopadov za prevlado med ruskim, osmanskim in perzijskim cesarstvom. Ko so Perzijci končno prevzeli oblast, so bili samostani poškodovani. V obdobju Kadžarjev so Armenci ponovno prevzeli nadzor nad samostani in jih obnovili. Obstoječi samostan sv. Tadeja je bil ponovno zgrajen leta 1814 in prenovljen v 1970-ih.
Podobno je zapisano, da je bil samostan sv. Štefana prvič ustanovljen leta 649 n. št., nova stavba pa je bila zgrajena na isti lokaciji v 10. stoletju. Bila je glavna krščanska cerkev v zgodovini armenske neodvisnosti in razvoja. Potem ko je utrpela škodo zaradi potresa, ga je leta 1320 ponovno zgradil škof Zaharija. Skozi celotno 14. stoletje je bilo središče vpliva v regiji za krščansko misijonsko delo. To obdobje je zaznamovalo ustvarjanje literarnih rokopisov in slik na verske teme. Samostan je bil v letih od 1819 do 1825 obnovljen in ponovno je postal središče verske dejavnosti. Prenovljen je bil v 1970-ih in ponovno v letih od 1983 do 2001.
Dzordzorsko kapelo je na bregu reke Makučaj pri Dzordzorju leta 1314 zgradil škof Zaharija na zelo skromen način, pri čemer je uporabil ostanke starejšega verskega spomenika iz obdobja med 10. in 12. stoletjem. V času osmanske vladavine so bili nekateri deli stavbe uničeni. Kasneje je kapeli grozilo, da bo potopljena zaradi predlaganega jezu, zato so jo morali premakniti na novo lokacijo gorvodno.

### Status svetovne dediščine
Trije samostani so bili leta 2008 vpisani v seznam Unescove dediščine po merilih (ii), (iii) in (vi) zaradi njihove izjemne vrednosti pri prikazovanju armenske arhitekturne in dekorativne tradicije, ker so bili glavno središče za širjenje armenske kulture v regiji in ker je bil romarski kraj apostola sv. Tadeja, ključne osebnosti v armenskih verskih tradicijah. Predstavljajo zadnje ostanke stare armenske kulture na njenem jugovzhodnem obrobju. Objekti so dobro ohranjeni.

## Arhitektura
Trije spomeniki predstavljajo mešanico arhitekturnih slogov iz bizantinske, perzijske, vzhodnopravoslavne, asirske, perzijske, muslimanske in armenske kulture. 

### Samostan sv. Tadeja
Samostanski kompleks sv. Tadeja je razdeljen na dve coni, od katerih prva obsega površino 29,85 ha in obsega štiri kapele ter sam samostan. Sestavljeno obzidje 64 x 51 metrov s stolpi na vogalih obkroža glavni samostanski kompleks. Ob tem zidu so bile zgrajene stanovanjske enote za menihe. Na notranjem dvorišču so glavne verske strukture v prostoru velikosti 41,7 x 23,6 metra. Obstaja velik vhod, ki je zgrajen na štirih stebrih. Glavna cerkev - tako imenovana Bela cerkev - je zgrajena na tlorisu grškega križa. Ima kupolo v obliki dežnika in zvonik. Tu je tudi Črna cerkev, najstarejši del kompleksa, ki jo prav tako krona kupola. Zunanja umetnina je sestavljena iz rezanega kamna različnih barv, armenske arhitekturne umetniške oblike. Okraski v notranjosti so mešanica armenskih in perzijskih tem. Severovzhodno od glavnega samostana so še tri kapele.
Drugo območje je približno 2 kilometra oddaljeno jugovzhodno od samostana, zavzema površino 1,98 hektarja in je lokacija pete kapele, Sandoktove kapele. Na enem od dveh pokopališč ob tej kapeli je sarkofag.

### Samostan sv. Štefana
Kompleks samostana sv. Štefana je v soteski reke Araxe, ki meji na Azerbajdžan. Osrednje območje samostana je na površini72,06 hektarjev. Glavna kapela je na strmem pobočju znotraj zaprtega zidu na območju 48 × 72 metrov. Ob samostanu so zgrajena tudi bivališča za menihe. Dolžina cerkve, zgrajene v obliki grškega križa, je 27 metrov, njena višina pa 25 metrov. Štiristebrni vhod zaključuje dvonivojski zvonik; prvi nivo je pravokotne oblike, v drugem nivoju pa so stebri, ki podpirajo kupolo v obliki dežnika. Zgrajena je v slogu armenske verske arhitekture in ima fasado iz rezanega kamna. V cerkvi so slike, ki temeljijo na podobnih slikah v cerkvi Ečmiadzinu, ki je mešanica krščanskih in islamskih umetniških oblik.
Nizvodno od samostana je območje veliko 10,85 ha, kjer so vas, pokopališče in pripadajoča cerkev. Vas je porušena, razen cerkve, ki je zgrajena v obliki bazilike s štirimi stebri, ki podpirajo kupolo. Na pokopališču v vasi so grobnice iz 16. stoletja.
Gorvodno, približno 10 kilometrov stran, je kapela Čupan (Čupan pomeni "pastir"), ki je blizu naselja Jolfa na bregu reke Araxe na območju 4,18 hektarjev. Je dobro ohranjena in je zgrajena v obliki pravokotnika 5,5 × 6,5 metrov. Ima kupolo, ki je podprta nad tamburjem, ostale strukture ob kapeli pa so v ruševinah. 

### Dzordzorska kapela
Stara Dzordzorska kapela leži v dolini reke Makuaj in zavzema površino 0,79 hektarja. Kar je zdaj prisotno, je ostanek velikega samostana, ki je nekoč obstajal tam, saj je bila celotna kapela premaknjena na novo lokacijo 600 metrov stran zaradi potopitve, ki je posledica jezu, ki je bil zgrajen na reki. Pred razgradnjo objekta so bili izdelani podrobni načrti in oštevilčeni razstavljeni elementi, da bi jih lahko na novi lokaciji ponovno sestavili po enaki zasnovi. Od 1500 kamnov, ki so bili uporabljeni na novem mestu za ponovno gradnjo kapele s kupolo, je bilo le 250 novih kamnov, saj je bilo vse oštevilčene kamne s starega mesta mogoče ponovno sestaviti po načrtu. Ta rekonstrukcija je bila izvedena v obdobju 1987–88. 

## Galerie
- Samostan sv. Tadeja
- Notranjost samostana sv. Tadeja
- Dzordzorska kapela
- Samostan sv. Štefana
- Samostan sv. Štefana